# Facsímil
|  | No s'ha de confondre amb facsímil (màquina). |

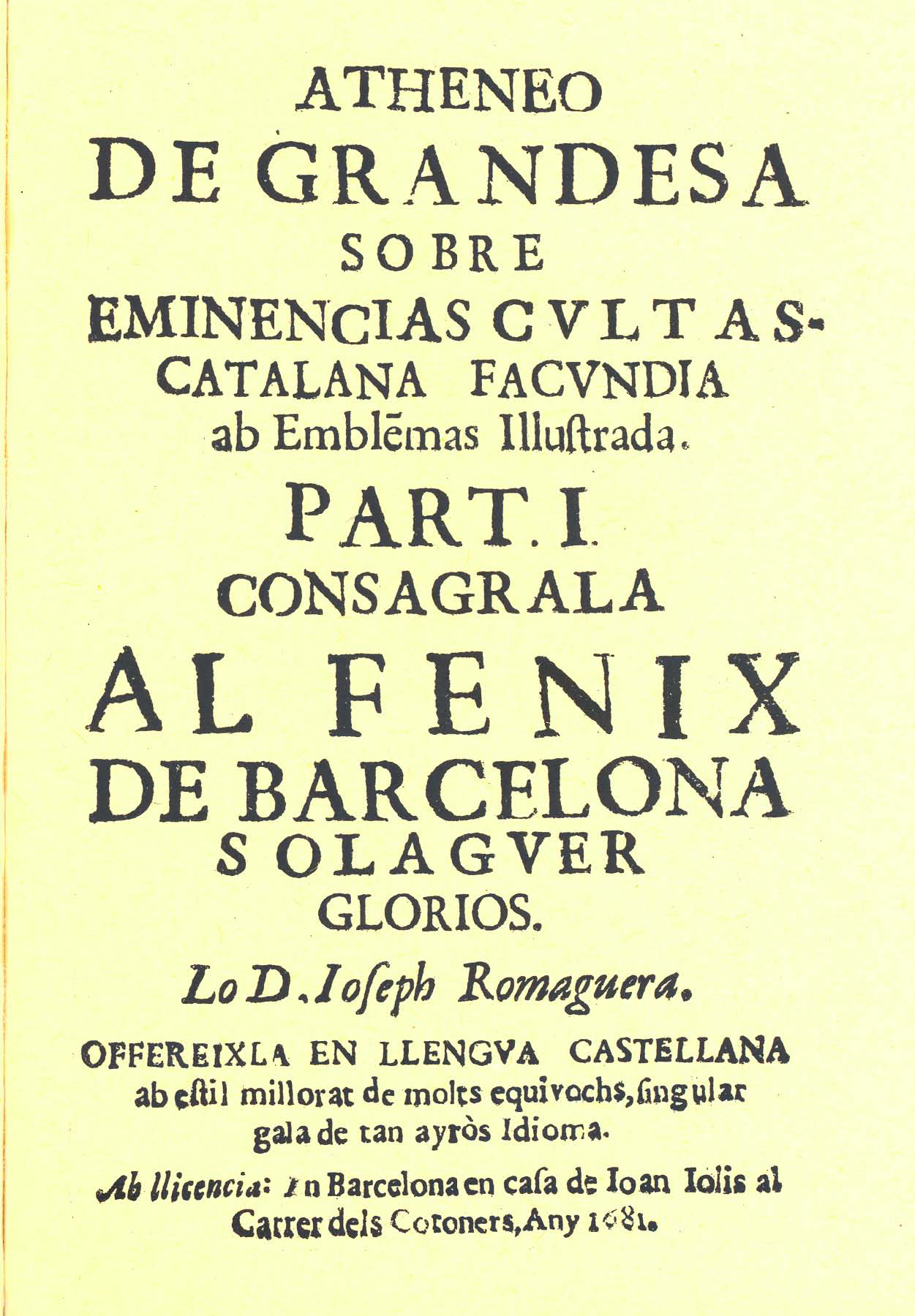
Facsímil de la portada del llibre de Josep Romaguera de l'any 1681 Atheneo de grandesa

Un facsímil (del llatí facere, fer i simil, semblant) és una còpia o reproducció d'un llibre, manuscrit, mapa o altre document de difícil accés, habitualment antic i de valor històric, que es publica per tal de ser utilitzat en lloc de l'original. El volum reproduït, normalment emprant algun tipus de tècnica fotogràfica, és idèntic en contingut a l'original pel que fa a la distribució de pàgines i de vegades fins i tot a taques i d'altres alteracions de la versió original.
El facsímil difereix de les altres formes de reproducció en el fet que intenta reproduir la font tan fidelment com sigui possible en termes d'escala, de color, i d'altres qualitats materials. En el que fa referència als llibres, implica també una còpia completa de totes les pàgines. Per això una còpia incompleta s'anomena «facsímil parcial».
Els facsímils són utilitzats, per exemple, per estudiosos o investigadors per a la recerca sobre una font a la que no poden accedir d'una altra manera i pels museus i serveis d'arxiu per a la preservació de l'original. Són venuts comercialment i es fa constar que es tracta d'una reproducció.
També s'utilitza el terme per a referir-se a una còpia idèntica, i d'aquí deriva el terme "telefacsímil", i abreujat fax.